# Ossetere
Ossetere (også Ossetiere; ossetisk: ирæттæ, "irættæ", russisk: осети́ны, "osetini") er et folkeslag, der taler ossetisk, et østiransk sprog. De hører hjemme i Ossetien, en region i den nordlige del af Kaukasus. Størstedelen af osseterne bor i den russiske kaukasusrepublik Nordossetien og i den georgiske, men de facto uafhængige, region Sydossetien. Sydossetien har været involveret i en række konflikter med Georgien over regiones ønske om at lade sig indlemme i den Russiske føderation sammen med Nordossetien. Ossetere er etnisk relaterede til kurdere og Yaghnobiere, og det ossetiske sprog minder i høj grad om de kurdiske sprog og Yaghnobi.

## Etymologi
Osethi er egentlig det georgiske (grusiske) navn for landet, og folket skulle kaldes "öser". Selv kalder de sig iron og sit land
Ironistan.

## Historie
Ossetere nedstammer fra alanerne, som var et historisk sarmatisk folkeslag. Alanerne indvandrede til området i Kaukasus i det 6. århundrede. Osseterene blev kristnet i den tidlige middelalder efter georgisk og byzantinsk inspiration. I det 8. århundrede samlede osseterne sig i et kongerige ved navn Alania som geografisk dækkede Nordossetien og området nord for dette. På højden af sin magt var Alania en lokal stormagt, med et magtfuldt militær og omfattende rigdomme fra Silkevejen. Alania blev ødelagt af en mongolsk og tartar invasion i 1238. Mongolerne fordrev alanerne fra deres hjemlande syd for Don, hvorefter de migrerede længere mod syd og over kaukasusbjergene. Mange tog ophold i bjergene hvor de bedre kunne forsvare sig. Dette ses tydeligt den dag i dag, men utallige forsvarksværker.
Alanerne samlede sig efterfølgende i tre adskilte områder:
- Digor mod vest, med folket Karbardi som naboer. Karbardi introducerede Islam blandt osseterne. I Nordossetien består Digor hovedsageligt af de to distrikter Digorski rajon med byen Digora som centrum og Irafski rajon med byen Chikola som centrum. Kom under russisk kontrol i 1767. Det ossetiske dialekt i disse distrikter er den mest arkaiske af de tre.
- Kudar mod syd i hvad der siden 1924 har heddet Sydossetien. Efter Sovjetunionens opløsning i starten af 1990'erne, kom Sydossetien under georgisk kontrol. Imidlertid ønsker langt størstedelen af indbyggerne at indgår i den Russiske føderation, hvilket har udløst borgerkrigslignende tilstande i Sydossetien og medført en del spændinger mellem Georgien og Rusland. Sydossetien er i dag de facto uafhængigt.
- Iron i Nordossetien som er langt den største gruppe. Iron-dialekten er en yngre udgave af ossetisk og er det dialekt der bruges i skrift og i den ossetisksproget Wikipedia [6].

I 1774 lod Nordossetien sig af eget ønske optage i Rusland.

## Sprog
Det ossetiske sprog er klassificeret som tilhørende den nordpersiske gren af den indoeuropæsiske sproggruppe, det eneste andet sprog i samme undergruppe er yaghnobi, som tales af et lille tajikisk folk på omkring 12.000 personer, 2.000 km mod øst. Begge er rester af det skytisk, som på et tidspunkt blev talt over det meste af Centralasien. Ossetisk har også nogle lighedspunkter med pashto som tales i Afghanistan og det nordlige Pakistan.

## Religion
Langt de fleste ossetere er i dag russisk ortodoks kristne, med et lille mindretal muslimer, hovedsageligt samlet blandt Digor i det vestlige Nordossetien. Dette har medført en del spændinger med de overvejende muslimske naboregioner. Senest i form af et terrorangreb mod en ossetisk skole i byen Beslan i september 2004.

## Kendte ossetere
(efter fødselsår)
- Kosta Khetagurov: digter (1859-1906)
- Issa Alexandrovich Pliyev: sovjetisk general og dobbelt modtager af ærestitlen Sovjetunionens helt (1903 – 1979)
- Vaso (Vasily) Ivanovich Abaev: lingvist med speciale i ossetiske og persiske sprog (1900 – 2001)
- Ludvig Alexejevitsch Tschibirov: den selverklærede sydossitiske republiks første præsident (født 1932)
- Valerij Gergiev: dirregent (født 1953)
- Valerij Georgijevitsj Gazzajev: tidligere fodboldspiller, nuværende træner for CSKA Moskva (født 1954)
- Eduard Dschabejevitsch Kokoity: Sydossetiens anden, og nuværende, præsident (født 1964)
- Ruslan Karajev: kickbokser (født 1977)
- Khasan Makharbekovich Barojev: olympisk guldmedaljevinder og to gange verdensmester i brydning (født 1982)

- Ossetisk kvinde i traditionel klædedragt, tidlig 20. århundrede.
- Ossetiske kvinder der arbejder (19. århundrede)
- Traditionelt klædt ossetisk mand fra det 18. århundrede, Ramonov Vano (19. århundrede)
- Tre ossetiske lærere (19. århundrede)
- Kosta Khetagurov, ossetisk digter